# Luigi Carletti
Luigi Carletti (* 16. Juli 1960 in Piombino, Provinz Livorno, Italien) ist ein italienischer Journalist und Autor von Thrillern.

## Leben
Carlettis Familie stammt von der Insel Elba, die seiner Geburtsstadt Piombino gegenüberliegt. Her besuchte er das Wissenschaftsgymnasium Guglielmo Marconi und begann bereits in der Schulzeit mit journalistischen Arbeiten. Nach dem Abitur studierte er an der Universität Pisa. In der Folgezeit arbeitete er für verschiedene italienische Zeitungen, so la Repubblica oder Il Tirreno, einer Tageszeitung für Livorno und die Toskana.
1985 wirkte Carletti in einer Nebenrolle des italienischen Filmes Absturz in die Hölle (Figlio mio infinitamente caro...) mit. Für seine journalistische Tätigkeit innerhalb der Mediengruppe des L’Espresso erhielt er 1995 den Premiolino, den Preis als Italienischer Journalist des Jahres.
Carletti lebt in Rom und hat seit 1996 fünf Thriller-Romane veröffentlicht. Auf der Grundlage seiner Erzählung Il Pilota entstand 2007 das Drehbuch zum Fernsehfilm Operanzione pilota, der von Rai Uno ausgestrahlt wurde.

## Werke
- 1996: Una traccia nella palude (Ein Weg im Sumpf). Baldini & Castoldi, Mailand.
- 1998: Giuramento etrusco (Etruskischer Schwur). Baldini & Castoldi, Mailand.
- 2006: Alla larga dai comunisti (Fern von den Kommunisten). Baldini & Castoldi, Mailand.
- 2008: Lo schiaffo (Die Ohrfeige). Baldini & Castoldi, Mailand.
- 2012: Prigione con piscina (Gefängnis mit Schwimmbad). Mondadori, Mailand.
- 2013: in französischer Sprache: Six femmes au foot (Sechs Frauen beim Fußball). Éditions Liana Levi, Paris, ISBN 978-2-86746-677-9.
- 2013: Cadavere squisito. Mondadori, Mailand.